# Dick Draeger
Richard Arthur "Dick" Draeger (22. september 1937 - 8. februar 2016) var en amerikansk roer fra Pasadena, Californien.
Draeger var en del af den amerikanske toer med styrmand, der vandt bronze ved OL 1960 i Rom. Conn Findlay og styrmand Kent Mitchell udgjorde bådens øvrige besætning. Amerikanerne sikrede sig bronzemedaljen efter en finale, hvor Tyskland vandt guld, mens Sovjetunionen fik sølv. Det var den eneste udgave af OL han deltog i.

## OL-medaljer
- 1960:  Bronze i toer med styrmand